# كأس أنغولا 2000
كأس أنغولا 2000 هو موسم من كأس أنغولا. كان عدد الأندية المشاركة فيه 16، وفاز فيه بترو إتليتيكو.